# 大久保彦三郎
大久保 彦三郎（おおくぼ ひこさぶろう、安政6年（1859年） - 明治40年（1907年）7月19日）は、讃岐国三野郡財田上村戸川（現・香川県三豊市財田町財田上字戸川）、大久保森冶の五男、四国最古の私立学校・忠誠塾（後の尽誠学園）の創始者。香川県議会副議長。大久保諶之丞の弟で剛石または在我堂と号した。

## 参考
- 財田町誌

| スタブアイコン | サブスタブ | この項目は、まだ閲覧者の調べものの参照としては役立たない、人物に関連した書きかけの項目です。この項目を加筆・訂正などしてくださる協力者を求めています（P:人物伝/PJ:人物伝）。 |